# Amakusa
Amakusa (japanska: 天草市?, Amakusa-shi) är en stad i Kumamoto prefektur i Japan. Staden ligger på de centrala delarna av öarna Kamishima och Shimoshima i ögruppen Amakusa. 
Den bildades 2006. genom en sammanslagning av städerna Hondo och Ushibuka samt åtta mindre kommuner. Centralort i staden är Hondo.